# Людина в золотій масці
«Людина в золотій масці» — французька спортивна кінодрама 1991 року, знята режисером Еріком Дюре, з Жаном Рено у головній ролі.

## Сюжет
Отець Гаетано і його сестра, які живуть у мексиканській глибинці, свій людський обов'язок вбачають у турботі про дітей-сиріт, про бідних і слабких світу цього. Але де пересічному священику взяти стільки грошей, щоб їх вистачило на утримання цілої купи дітвори? У отця Гаетано один вихід: одягнувши золоту маску він бере участь у борцівських матчах. Бере участь інкогніто, хоча вся округа знає ім'я людини в золотій масці, і коли він виходить на ринг, дітвора скандує: «Падре! Падре!».

## У ролях
- Жан Рено — батько Тормента, преподобний
- Марлі Метлін — Марія
- Марк Дюре — Педро
- Луїс де Ікаса — Анхель Чаве
- Педро Альтамірано — Августин Чавес
- Серхіо Кальдерон — Хав'єр Чавес
- Патрік Фонтана — Тоніо
- Кантен Булнес — дон Коррадо
- Альваро Карканьо — Фредіто
- Ксав'є Масе — Лукас
- Сільвен Сальнав — Манзіні
- Ксав'є Марк — Малколм Тейлор
- Ніколас Лопес Флорес — Ігнасіо
- Армандо Морієс Васкес — «Бізон»
- Єзекіїл Рівера — «Раптор»
- Едуардо Нор'єга — лікар
- Едуардо Лопес Рохас — священик
- Хорхе Мартінес Фернандес — епізод
- Хуан Льянес — виробник
- Хосе Роберто Бесерніл — репортер
- Мануель Наредо — фотограф
- Іветт Фове Морено — співробітник
- Джері Естрада — пекельний малюк
- Родні Аноаї — гаваєць
- Гваделупе Агілар — арбітр
- Маріо Муньос Ромеро — арбітр
- Хорхе Арвеа Мальдонадо — арбітр
- Горі Медіне — арбітр
- Хосе Мануель Менедес — борець
- Рафаель Морено — борець
- Джек Джейсон — телекоментатор
- Джина Дієз — дівчина, що б'ється

## Знімальна група
- Режисер — Ерік Дюре
- Сценаристи — Ален Жілло, Ерік Дюре, Ален Гійє
- Оператор — Енніо Гуарньєрі
- Композитор — Жан-П'єр Фуке
- Продюсери — Марк Шайєтт, Жан-Марі Дюпре, Жан-Бернар Фету